# حقوق الإنسان في بنين
حقوق الإنسان في بنين، بالإنجليزية Human rights in Benin- يعتبر وضع حقوق الإنسان في بنين، بشكل عام، أعلى من المتوسط، بالنسبة لمنطقة أفريقيا، جنوب الصحراء الكبرى.
وأشاد تقرير أمريكي صدر عام 2012م ببنين "لمواصلة التحول إلى الديمقراطية"، وأشاد "بالعمل التشريعي في السنوات الأخيرة، لتمرير وإنفاذ القوانين المتعلقة بالعنف المنزلي ضد المرأة، والفساد الرسمي، والتعذيب، وغيرها من الجرائم"، فضلاً عن "إنشاء مؤسسات حقوق الإنسان، والتي منها: ديوان المظالم لحقوق الإنسان، والمجلس الوطني لتعزيز المساواة والإنصاف بين الجنسين".
وعلى الرغم من ذلك، فقد أعرب التقرير عن القلق المستمر "بشأن التقارير المستمرة عن مستويات عالية من العنف، والانتهاكات من جانب أجهزة الأمن، بما في ذلك الشرطة، بالإضافة إلى ظروف السجون القاسية، وفترات الاحتجاز الطويلة قبل المحاكمة"، وكذلك "التقارير التي تتحدث عن القيود الخطيرة المفروضة على الحق في الإضراب في القطاع العام، والتصريحات المتكررة المناهضة للنقابات من جانب السلطات، الأمر الذي يؤدي بطبيعة الحال إلى المزيد من التوترات الاجتماعية، وأعمال الاحتجاج". وبالإضافة إلى ذلك، أشار التقرير إلى "التقدم البطيء الذي أحرزته الحكومة في معالجة مشكلة عمالة الأطفال ". 

## الخلفية التاريخية
| العام | الحقوق السياسية والمدنية | الحريات المدنية | الحالة    | رئيس بنين2    |
| ----- | ------------------------ | --------------- | --------- | ------------- |
| 1972  | 7                        | 5               | غير حرة   | ماثيو كيريكو  |
| 1973  | 7                        | 5               | غير حرة   | ماثيو كيريكو  |
| 1974  | 7                        | 6               | غير حرة   | ماثيو كيريكو  |
| 1975  | 7                        | 7               | غير حرة   | ماثيو كيريكو  |
| 1976  | 7                        | 7               | غير حرة   | ماثيو كيريكو  |
| 1977  | 7                        | 7               | غير حرة   | ماثيو كيريكو  |
| 1978  | 7                        | 7               | غير حرة   | ماثيو كيريكو  |
| 1979  | 7                        | 6               | غير حرة   | ماثيو كيريكو  |
| 1980  | 7                        | 6               | غير حرة   | ماثيو كيريكو  |
| 1981  | 7                        | 6               | غير حرة   | ماثيو كيريكو  |
| 19823 | 7                        | 6               | غير حرة   | ماثيو كيريكو  |
| 1983  | 7                        | 6               | غير حرة   | ماثيو كيريكو  |
| 1984  | 7                        | 7               | غير حرة   | ماثيو كيريكو  |
| 1985  | 7                        | 7               | غير حرة   | ماثيو كيريكو  |
| 1986  | 7                        | 7               | غير حرة   | ماثيو كيريكو  |
| 1987  | 7                        | 7               | غير حرة   | ماثيو كيريكو  |
| 1988  | 7                        | 7               | غير حرة   | ماثيو كيريكو  |
| 1989  | 7                        | 7               | غير حرة   | ماثيو كيريكو  |
| 1990  | 6                        | 4               | حرة جزئيًا | ماثيو كيريكو  |
| 1991  | 2                        | 3               | حرة       | نيسيفور سوغلو |
| 1992  | 2                        | 3               | حرة       | نيسيفور سوغلو |
| 1993  | 2                        | 3               | حرة       | نيسيفور سوغلو |
| 1994  | 2                        | 3               | حرة       | نيسيفور سوغلو |
| 1995  | 2                        | 2               | حرة       | نيسيفور سوغلو |
| 1996  | 2                        | 2               | حرة       | ماثيو كيريكو  |
| 1997  | 2                        | 2               | حرة       | ماثيو كيريكو  |
| 1998  | 2                        | 2               | حرة       | ماثيو كيريكو  |
| 1999  | 2                        | 3               | حرة       | ماثيو كيريكو  |
| 2000  | 2                        | 2               | حرة       | ماثيو كيريكو  |
| 2001  | 3                        | 2               | حرة       | ماثيو كيريكو  |
| 2002  | 3                        | 2               | حرة       | ماثيو كيريكو  |
| 2003  | 2                        | 2               | حرة       | ماثيو كيريكو  |
| 2004  | 2                        | 2               | حرة       | ماثيو كيريكو  |
| 2005  | 2                        | 2               | حرة       | ماثيو كيريكو  |
| 2006  | 2                        | 2               | حرة       | يايي بوني     |
| 2007  | 2                        | 2               | حرة       | يايي بوني     |
| 2008  | 2                        | 2               | حرة       | يايي بوني     |
| 2009  | 2                        | 2               | حرة       | يايي بوني     |
| 2010  | 2                        | 2               | حرة       | يايي بوني     |
| 2011  | 2                        | 2               | حرة       | يايي بوني     |
| 2012  | 2                        | 2               | حرة       | يايي بوني     |
| 2013  | 2                        | 2               | حرة       | يايي بوني     |
| 2014  | 2                        | 2               | حرة       | يايي بوني     |
| 2015  | 2                        | 2               | حرة       | يايي بوني     |
| 2016  | 2                        | 2               | حرة       | يايي بوني     |
| 2017  | 2                        | 2               | حرة       | باتريس تالون  |
| 2018  | 2                        | 2               | حرة       | باتريس تالون  |
| 2019  | 4                        | 2               | حرة جزئيًا | باتريس تالون  |
| 2020  | 4                        | 2               | حرة جزئيًا | باتريس تالون  |
| 2021  | 5                        | 3               | حرة جزئيًا | باتريس تالون  |
| 2022  | 5                        | 3               | حرة جزئيًا | باتريس تالون  |
| 2023  | 4                        | 3               | حرة جزئيًا | باتريس تالون  |

كانت بنين فيما سبق، مستعمرة فرنسية تُعرف باسم داهومي، وقد نالت البلاد استقلالها في عام 1960م. وفي الفترة من عام 1972م، إلى عام 1990م كانت دولة ماركسية لينينية، يحكمها الدكتاتور ماثيو كيريكو، والذي استولى على السلطة بعد انقلاب. في عهد كيريكو، لم تكن البلاد تتمتع بحرية التعبير، أو الصحافة، وكان السجل الخاص بحقوق الإنسان، سيئًا للغاية. تم تغيير اسمها إلى جمهورية بنين الشعبية في عام 1975م. وفي عام 1990م، تم حذف كلمة "الشعبية" من الاسم الرسمي للبلاد،  وفي ديسمبر 1991م، تم التصديق على دستور جديد، من أجل إنشاء دولة يتم فيها ضمان "سيادة القانون والحقوق الأساسية، والحريات العامة والكرامة الإنسانية، والعدالة وحمايتها وتعزيزها، بوصفها شرطًا أساسيًا للتنمية المتناغمة لكل مواطن بنيني". 
وبموجب الدستور الجديد، أعيدت الديمقراطية إلى بنين في عام 1991م. وفي الانتخابات التي جرت في ذلك العام، خسر كيريكو، أمام نيسيفور سوغلو، وتقبل كريكو نتائج التصويت. ثم عاد كريكو مرة أخرى إلى السلطة في انتخابات عام 1996م، وأعيد انتخابه أيضًا في عام 2001م؛ وقد عُدت انتخابات عام 2006م، التي لم يترشح فيها كيريكو، انتخابات حرة ونزيهة. 
ومنذ عام 1991م، أصبح يُنظر إلى بنين بشكل عام، على أنها تتمتع بمعايير حقوق الإنسان أعلى بكثير من معظم البلدان الأفريقية الأخرى. وقد قيل: أن بنين "تبدو وكأنها واحدة من الديمقراطيات الرائدة في أفريقيا"، إلا أن المنظمات، غير الحكومية العديدة، المعنية بحقوق الإنسان في البلاد، والتي يعود تاريخها إلى الفترة الانتقالية، "ليس هناك تواصل فيما بينها"، وعليه "فمن الطبيعي أن لا تتعرف المنظمات العاملة في نفس المنطقة على بعضها البعض"، الأمر الذي قد يؤدي إلى "ازدواجية الجهود".  وفي الدورة العادية السابعة والأربعين للجنة الأفريقية لحقوق الإنسان والشعوب في عام 2010م، قال النائب العام لبنين، فيكتور توبانو: "اليوم هناك إرادة سياسية واضحة لضمان نجاح ثقافة حقوق الإنسان"، مستشهداً بالجهود الأخيرة لتخفيف حدة الفقر، من خلال سياسات الائتمان الصغير، وتحسين الوصول إلى العدالة، من خلال بناء محاكم وسجون جديدة، وزيادة حصص الغذاء والرعاية الصحية في السجون. 
بنين واحدة من الدول الموقعة على الاتفاقيات الدولية التالية: الميثاق الأفريقي (بانجول) لحقوق الإنسان والشعوب؛ اتفاقية مناهضة التعذيب وغيره من ضروب المعاملة، أو العقوبة القاسية، أو اللاإنسانية، أو المهينة؛ اتفاقية القضاء على جميع أشكال التمييز ضد المرأة؛ اتفاقية حقوق الطفل؛ الاتفاقية الدولية للقضاء على جميع أشكال التمييز العنصري؛ العهد الدولي الخاص بالحقوق الاقتصادية والاجتماعية والثقافية؛ واتفاقية العهد الدولي الخاص بالحقوق المدنية والسياسية. 
والجدول أعلاه، يوضح تصنيفات بنين منذ عام 1972م، في تقارير الحرية في العالم، والتي تنشرها منظمة فريدم هاوس سنويًا. التقييم 1 يعني "حرة"؛ والتقييم 7 يعني "غير حرة".  1

## الحقوق الأساسية
يحظر الدستور، والقوانين في بنين، التمييز على أساس: العرق، أو الجنس، أو الإعاقة، أو اللغة، أو الوضع الاجتماعي؛ ومع ذلك، لا تزال النساء، والأشخاص ذوو الإعاقة يعانون من التمييز، ولا تفعل الحكومة الكثير لمكافحة هذا التمييز. 
وعلى الرغم من أن دستور بنين وقوانينها تضمن حرية التعبير والصحافة، إلا أن هذه الحقوق يتم إنكارها في بعض الأحيان. فقد قامت هيئة الإذاعة والتلفزيون التابعة للحكومة، بتقييد البث الذي كان ينتقد الحكومة؛ كما قامت الحكومة بحجب إشارة محطة إذاعية فرنسية، كانت قد أفادت في عام 2010م بجهود أعضاء الجمعية الوطنية لعزل الرئيس يايي بوني؛ كما جرت عملية شراء جماعية، والتي من المفترض أنها كانت من قبل وكلاء الحكومة، لنسخ الصحف، التي نشرت تفاصيل حول قضية فساد. ويمارس العديد من الصحفيين، ما يُعرف بــ الرقابة الذاتية، وقد تم رفع دعاوى قضائية ضد عدد منهم بتهمة التشهير، على الرغم من أن القضاة يميلون إلى اختيار عدم محاكمتهم. إن "إساءة" استخدام حرية التعبير، يُعاقب عليها بالسجن مع الأشغال الشاقة. ومع ذلك، فهناك وسائل إعلام نشطة، تنتقد الحكومة في كثير من الأحيان، على الرغم من أن نطاقها محدود، ويرجع ذلك جزئيا إلى الأمية. أما وسائل الإعلام الأكثر تأثيرًا، فهي مملوكة للحكومة. وتحصل بعض وسائل الإعلام الخاصة على مساعدات حكومية.
الوصول إلى الإنترنت، من الحقوق غير المقيدة في بنين، لكنه غير متاح في معظم الأماكن. ولا تتدخل الحكومة في الأنشطة الأكاديمية، أو الثقافية، وتحترم عمومًا الحق في حرية التجمع، على الرغم من أنها في بعض الأحيان ترفض منح التصاريح للتجمعات، التي تنظمها جماعات المعارضة وغيرها.  وفي عام 2010م، حظرت الحكومة العديد من التجمعات العامة، بما في ذلك المظاهرات التي نظمها أعضاء النقابات المهتمة بالفساد وقضايا أخرى.  ويضمن دستور بنين، وقوانينها الحق في حرية التنقل في جميع أنحاء البلاد، والسفر إلى الخارج، والهجرة، والعودة إلى الوطن، ومثل هذه الحقوق محترمة بشكل عام، على الرغم من وجود نقاط تفتيش في جميع أنحاء البلاد، تعوق الحركة، ويستخدمها رجال الشرطة والدرك للمطالبة بالرشوة. وعلى الرغم من أن القاصرين يحتاجون إلى توثيق عند السفر إلى الخارج، لتجنب عملية الاتجار، فإن التنفيذ غير المتكافئ لهذا الشرط، يؤدي إلى استمرار الاتجار. 
وبموجب دستور البلاد، فإن بنين دولة علمانية، تضمن الحرية الدينية للجميع، ولا يُسمح للمدارس العامة بتقديم التعليم الديني (على الرغم من السماح للمدارس الدينية الخاصة). حيث كانت تركيبة السكان في بنين، وفقًا لتعداد عام 2002م، تتمثل في الآتي: 27% من الروم الكاثوليك، و24% من المسلمين، و17% من الفودو، و6% من الديانات الأصلية الأخرى، و5% من المسيحيين السماويين، وحيث تشمل الأعياد الوطنية أيامًا مقدسة للمسيحيين والمسلمين، "كان احترام الاختلافات الدينية منتشرًا على جميع مستويات المجتمع، وفي جميع المناطق"، على الرغم من وجود "صراع عرضي، وفقًا لتقرير حكومي أمريكي صدر عام 2011م، بين الفودو والمسيحيين، حول طقوس الفودو، الأمر الذي يتطلب تدخل الشرطة". 
الفساد، في بنين، متواجد في جميع القطاعات، وعلى كافة المستويات الحكومية تقريبًا. على الرغم من وجود وكالة حكومية تسمى، هيئة مراقبة مكافحة الفساد، الغرض الظاهري منها هو معالجة هذه المشكلة. 

## حقوق المرأة
تحسن وضع حقوق المرأة في بنين بشكل ملحوظ، منذ استعادة الديمقراطية والتصديق على الدستور، وإقرار قانون الأحوال الشخصية والأسرة في عام 2004م، وكلاهما تجاوز العادات التقليدية المختلفة التي كانت تعامل المرأة بشكل غير متساوٍ. ومع ذلك، لا يزال عدم المساواة والتمييز قائمين. قضايا تعدد الزوجات، والزواج القسري، من الأمور غير القانونية، ولكنها لا زالت تحدث.  الفساد، وعدم فعالية عمل الشرطة، والخوف من الوصمة الاجتماعية، أمور تحول دون إنفاذ القانون ضد الاغتصاب، والذي يمكن أن تصل عقوبته إلى السجن لمدة خمس سنوات. مشكلة عدم كفاءة الشرطة، يؤدي إلى تخفيض معظم الجرائم الجنسية إلى مستوى الجنح. العنف المنزلي، أيضًا، منتشر على نطاق واسع، حيث تصل العقوبات إلى السجن لمدة ثلاث سنوات، ولكن النساء يترددن في الإبلاغ عن الحالات، كما أن السلطات تتردد في التدخل فيما يعد بشكل عام، أمورًا خاصة. 
وُصف ختان الإناث، بأنه "أسوأ انتهاك جوهري لحقوق الإنسان في بنين".  وقد تعرضت لهذه الظاهرة حوالي 13% من النساء والفتيات (أكثر من 70% في بعض المناطق والقبائل)، وعلى الرغم من أن القانون ضد هذه الظاهرة، إلا أنه نادرًا ما يتم تطبيقه. كما أن الدعارة، وخاصة دعارة الأطفال، منتشرة أيضًا، وغالبًا ما يكون العملاء من السياح الجنسيين. كما أن التحرش الجنسي شائع أيضًا، حيث تتعرض العديد من الطالبات للإيذاء من قبل معلميهن. وعلى الرغم من أن هذه الجريمة تعد جريمة جنائية، يُعاقب عليها بالسجن لمدة تصل إلى عامين، إلا أن تطبيق القانون بشأنها،غير دقيق. إن العادات المحلية التي لا تصب في صالح المرأة، لم تعد تتمتع بقوة القانون في بنين، حيث تتمتع المرأة بحقوق متساوية بموجب الدستور، بما في ذلك، الأمور المتعلقة بالزواج، والميراث. ومع ذلك، فهن يواجهن قدرًا كبيرًا من التمييز الاجتماعي والتوظيفي، بسبب المواقف التقليدية فيما يتعلق بالأدوار الجنسية،  ويواجهن صعوبة أكبر في الحصول على الائتمان، وعندما يصبحن أرامل، لا يتمتعن بالحق في إدارة ممتلكاتهن الخاصة.  وتلعب النساء في المناطق الريفية أدوارًا تابعة، ويقمن بالكثير من الأعمال الشاقة. 
يمكن للنساء اللاتي يتعرضن للتمييز، أو الإساءة طلب المساعدة من منظمة المرأة في القانون والتنمية في بنين، ومن جمعية الحقوقيات في بنين، ومن مبادرة العدالة وتمكين المرأة من خلال مشروع تمكين منظمة كير الدولية.  وقد أشاد تقرير أمريكي صدر عام 2012م ببنين لإنشائها المجلس الوطني لتعزيز المساواة والإنصاف بين الجنسين. 

## حقوق الطفل
تقع مسؤولية تعزيز حقوق الطفل، على عاتق اللجنة الوطنية لحقوق الطفل ووزارة الأسرة.
يصبح الأطفال مواطنين، من خلال الولادة في بنين، أو الولادة لوالدين يحملان الجنسية البنينية. العديد من الاطفال لا يتم تسجيلهم بعد الولادة، مما قد يؤدي إلى حرمانهم من التعليم والرعاية الصحية وغيرها من الخدمات. التعليم الابتدائي في بنين إلزامي، على الرغم من أن العديد من الفتيات لا يذهبن إلى المدرسة. زواج الأطفال منتشر على نطاق واسع، على الرغم من أن زواج الأطفال دون سن 14 عامًا، غير قانوني من الناحية الفنية، مع السماح بزواج الأطفال الذين تتراوح أعمارهم بين 14 و17 عامًا، شريطة موافقة الوالدين.
وفقًا لبعض العادات القبلية، غالبًا ما يُقتل الأطفال عند الولادة لأسباب مختلفة - فعلى سبيل المثال، يُقتل أحد التوأمين، لأن التوائم يُعدون تقليديًا سحرة.  كما يُعد الأطفال الذين يولدون قبل أوانهم، أو الذين لا يبكون عند ولادتهم سحرة أيضًا. والسبب الرئيسي لقتل هؤلاء الأطفال، هو اعتبارهم مصدرًا للشقاء. ويصف أحد التقارير قتل الأطفال في بنين على النحو التالي: "بمجرد ولادة الطفل بطريقة تعتبر أنها تجعله ساحرًا، أو غير طبيعي، يسلم رب الأسرة الطفل إلى الجلاد. والأساليب المختلفة المستخدمة لقتل الأطفال حديثي الولادة فظيعة. غالبًا ما يتم سحق الطفل على شجرة قبل دفنه أو ذبحه. وفي بعض الحالات، لا يتم قتل الأطفال السحرة، أو الأطفال غير الطبيعيين. وغتابًا ما يتم التخلي عنهم، أو بيعهم أو إعطاؤهم لعائلة مشهورة بتربية مثل هؤلاء الأطفال. وهم يحتفظون بهؤلاء الأطفال، ليس حبًا فيهم، ولكن من أجل استخدامهم لاحقًا، بوصفهم وسيلة للتبادل كعبيد منزليين. ويتعين على هؤلاء الأطفال البقاء على قيد الحياة بالتسول ". ويلاحظ التقرير نفسه، أنه في حين أن قانون بنين لا يحظر صراحة قتل الأطفال، إلا أنه يحظر القتل بشكل عام، مما يعني أن قتل الأطفال يمكن مقاضاته، باعتباره جريمة قتل. ومع ذلك، نادرًا ما تصل مثل هذه القضايا إلى المحكمة، بسبب احترام المعتقدات والعادات التقليدية و/أو بسبب صعوبة جمع الأدلة اللازمة. 
ومن العادات الأخرى التي لا تزال شائعة في البلاد، هي ايداع طفل فقير لدى أسرة ميسورة الحال، بوصفه خادم منزلي، وهو الوضع الذي يؤدي في كثير من الأحيان إلى مشكلات عدة من قبيل: الاستغلال الجنسي، والاستغلال في العمل، والاتجار بالبشر. وتسمى هذه الممارسة في بنين "فيدوميغون vidomègon". وتشمل المشاكل الأخرى دعارة الأطفال، والتي يشارك بها، في كثير من الأحيان، أطفال الشوارع، وعمالة الأطفال. هناك عدد من أطفال الشوارع، والغالبية منهم لا يذهبون إلى المدرسة، ولا يحصلون على الرعاية الطبية. 
ويؤكد تقرير صدر في عام 2004م، أن الآباء والأمهات في المناطق الريفية في بنين، حيث ينتشر العنف ضد الأطفال على نطاق واسع، هم الذين يلعبون الدور الرئيس في هذه الانتهاكات، مشيراً إلى أنهم مسؤولون عن "قتل أطفالهم الذين لم يولدوا "بطريقة طبيعية"؛ وهم أنفسهم يطلبون من معلمي المدارس الابتدائية ضرب أطفالهم؛ وهم الذين يطلبون من رجال الشرطة إنزال العقاب البدني بأطفالهم، الذين يرتكبون أخطاء؛ وهم الذين يبيعون أطفالهم لتجار الأطفال... وبعض الأطفال الذين يقعون ضحايا للعنف الذي يمارسه أحد أفراد الأسرة، أو أحد موظفي الدولة لا يدركون حتى حقيقة مفادها: أن ما يتعرضون له هو ذنبهم. وتظل العديد من حالات العنف مجهولة، لأن الضحايا لا يبلغون عنها، أو لمجرد أنهم يعدونها طبيعية". وقد بذلت الحكومة جهوداً، من أجل تحسين حياة الأطفال في بنين، ولكن الوضع لا يزال مزرياً.
تم إنشاء فرقة (لواء) حماية الأحداث في عام 1983م، وهى "مكلفة بالتصرف كلما كان الأطفال في خطر أخلاقي أو جسدي. وهي تقوم بإجراءات لمنع انحراف الأحداث. وقد أصبحت تدريجياً مؤسسة، يتم فيها تسوية المشاكل التي تتعلق بالأطفال بطريقة ودية. ووفقاً لضباطها، فإن دورها اليوم أكثر اجتماعية". 
بنين لم توقع على اتفاقية لاهاي لعام 1980م، فيما يتعلق الجوانب المدنية للاختطاف الدولي للأطفال،  ولكنها صادقت على اتفاقية الأمم المتحدة لحقوق الطفل في عام 1990م، والميثاق الأفريقي لحقوق الطفل ورفاهته في عام 1996م، وكذلك على اتفاقية منظمة العمل الدولية رقم 182 في عام 2004م. 

## حقوق المعاقين
لا يوجد قانون في بنين يحظر التمييز ضد الأشخاص ذوي الإعاقة، على الرغم من أن الحكومة، بموجب القانون، من المفترض أن ترعى هؤلاء الأشخاص. ولا يوجد أي قانون ايضًا يفرض على أي مبنى، سواء كان عامًا، أو غير ذلك، أن يكون مهيئًا للكراسي المتحركة. ولا يوجد سوى القليل من المساعدات المؤسسية المقدمة للأشخاص ذوي الإعاقة، والذين يعتمدون بشكل عام على التسول لدعم أنفسهم. ومع ذلك، هناك حماية، في قانون العمل، للعاملين ذوي الإعاقة. 

## حقوق المثليين
في تقرير صدر عام 2012م، أشارت الولايات المتحدة إلى رفض بنين لتوصية سابقة بـ "إلغاء تجريم العلاقات الجنسية بين الأفراد من نفس الجنس بالتراضي" وأعربت عن قلقها المستمر "بشأن المواطنين المثليين في بنين"، متسائلة: "ما هي الخدمات أو البرامج التعليمية التي لديكم لضمان سلامة ورفاهية المواطنين المثليين؟" وقد دعا التقرير بنين إلى "إلغاء تجريم العلاقات الجنسية بين الأفراد من نفس الجنس بالتراضي، وتدشين برامج تعليمية، وسياسات مناسبة للشرطة، والتي من شأنها تعزيز الأمن الشخصي لجميع مواطني بنين، بغض النظر عن التوجه الجنسي". 

## حقوق المصابين بفيروس العوز المناعي البشري/الإيدز
من غير القانوني التمييز ضد الأشخاص، على أساس حالة الإصابة بفيروس العوز المناعي البشري، ويقال إن حالات التمييز الصريحة على هذا الأساس، ليست متكررة. 

## حقوق الأقليات
لا توجد في بنين، مجموعة عرقية ذات أغلبية. ويتم تمثيل تشكيلة من المجموعات العرقية في القطاع العام. 

## حقوق اللاجئين وطالبي اللجوء
يوجد في بنين نظام لحماية اللاجئين، حيث كانت البلاد تحتجز نحو 7300 منهم في نهاية عام 2010م، معظمهم من توغو. وتعمل بنين مع المفوضية السامية للأمم المتحدة لشؤون اللاجئين، ومجموعات أخرى، من أجل مساعدة هؤلاء الأفراد. ويتم مخاطبة الأشخاص، الذين لا تنطبق عليهم شروط اللجوء إلى التقدم بطلبات، من أجل الحصول على تصاريح إقامة. 

## حقوق الموظفين
يُسمح للعمال بتشكيل النقابات، ويسمح لهم أيضًا بالإضراب، شريطة تقديم إشعار قبل الإضراب بثلاثة أيام، ويمكن للحكومة أن تمنعهم لأسباب متنوعة. ويحق للعمال، باستثناء العاملين في الشحن التجاري، أيضًا التفاوض جماعيًا. وهناك لجنة وطنية للتشاور والمفاوضة الجماعية، تشارك في مثل هذه المفاوضات. العمل القسري في بنين غير قانوني، على الرغم من وجوده في عدد من القطاعات، وكثيراً ما يشارك فيه الأطفال. كما أنه لا يجوز للأطفال دون سن 12 عامًا العمل في أي وظيفة؛ أما الأطفال الذين تتراوح أعمارهم بين 12 و14 عامًا، فيجوز لهم القيام بأعمال خفيفة، أو العمل في المنازل. ولكن هذه القيود لا يتم تطبيقها بشكل كامل، وواقعيًا يعمل أطفال لا تتجاوز أعمارهم سبع سنوات، في المزارع والشركات، والبناء، والأسواق، وغيرها من الأماكن، ويتم تكليف بعضهم بالعمل لدى "وكلاء" وإرسالهم للعمل في بلدان أخرى.
قانون العمل في بنين، لا يتم تطبيقه بشكل جيد، وذلك بسبب النقص في عدد المفتشين، وتطبيقه يكون قاصرًا على القطاع الرسمي. هناك حد أدنى للأجور، ولكنه منخفض للغاية، وهناك قيود مختلفة على ساعات العمل وما شابه ذلك، ولكن لا يتم تطبيقها عمومًا إلا في "القطاع الرسمي". كما أن معايير الصحة والسلامة، لا يتم تطبيقها بشكل فعال. 

## حقوق الأشخاص الموقوفين
الاعتقال التعسفي أمر غير قانوني، ولكنه واقع. ويعاني أفراد الشرطة والدرك من سوء التجهيزات، والتدريبات، على الرغم من الجهود التي بذلتها الحكومة لتحسين هذا الأمر. وبموجب الدستور، لا يجوز اعتقال المتهمين، دون أوامر قضائية وأدلة، ويجب تقديمهم للمحاكمة أمام قاض خلال 48 ساعة، ولكن هذه القواعد لا يتم الالتزام بها دائمًا. ومع ذلك، فإن حق المتهمين في الحصول على حكم قضائي سريع، يحظى بالاحترام بشكل عام، وكذلك الحق في المثول السريع، والزيارات العائلية. 
هناك مشكلة تتعلق بأعمال العنف التي يرتكبها الغوغاء، ضد المشتبه بهم في ارتكاب جرائم، والذين يشعرون بأنهم لم يعاقبوا بشكل كاف من قبل المحاكم؛ وغالبًا ما لا يتم القبض على أعضاء هذه الغوغاء.  ويشير أحد التقارير، إلى أن انتشار هذه الممارسة في بنين، إنما هو تأثر لما كان يحدث من أفعال مشابهة في نيجيريا، في وقت سابق. 
على الرغم من أن دستور بنين، وقوانينها تحظر التعذيب، إلا أنه واقع، وكثيراً ما يتعرض المعتقلون للضرب. في عام 2010م، توفي آدم يسوفا أثناء الاحتجاز، بعد تعرضه للضرب على يد قوات الأمن. ولم يتم الكشف عن أي معلومات بشأن هذه المسألة للعامة، ولم يتم توجيه أي اتهامات لأي شخص.  وأشار تقرير صدر عام 2004م، إلى أن أعمال الاعتداء الجسدي الوحشي التي ترتكبها السلطات، عادة ما تمر دون عقاب في بنين. وأشار التقرير، كذلك إلى أن "مسؤولي إنفاذ القانون لا يترددون في استخدام الأصفاد، وأعقاب السجائر للسيطرة على أفراد أسرهم، أو أقاربهم"، مستشهداً بحالة أحد أفراد الدرك، الذي قيد زوجته بالأصفاد، واستخدم معها الغاز المسيل للدموع. 

## حقوق الأشخاص أثناء المحاكمة
غالبًا ما تتأخر المحاكمات، بسبب اكتظاظ الملفات، وعدم كفاية الموظفين والمرافق. وعلى الرغم من أنه يُفترض أن تكون السلطة القضائية مستقلة، إلا أنها تقع تحت تأثير بعض الهيئات الحكومية الأخرى. فهناك فساد واسع النطاق. يتمتع المتهمون بالحقوق المعتادة، بموجب القانون المدني الفرنسي، والعادات المحلية، مثل: الحق في المحاكمة أمام هيئة محلفين، وافتراض البراءة، والحق في الحصول على محام، والحق في مواجهة الشهود، والحق في الاستئناف. هذه الحقوق تحظى بالاحترام بشكل عام.  إن عدم محاكمة متهمين الأحداث، في محاكم خاصة بالأحداث، يمثل انتهاكاً للمعايير الدولية. 

## حقوق السجناء
السجون في بنين مكتظة بالنزلاء، حيث يضم أحدها عددًا من السجناء يزيد عن ستة أضعاف سعته الرسمية.  ومن بين المشاكل الأخرى في سجون بنين، سوء التغذية، وانتشار الأمراض، وسوء الصرف الصحي، وعدم كفاية الرعاية الطبية، ونقص التهوية. وفي أحيان كثيرة، يتم سجن الأحداث مع البالغين. ويُسمح لمراقبي حقوق الإنسان بزيارة السجون.  كما يتم سجن العديد من النساء مع أطفالهن، والنساء يلدن في السجن دون وجود طبيب. وأشار تقرير صادر عن شبكة الأنباء الإنسانية (إيرين) في عام 2008م، إلى أن "ظروف السجون في بنين مزرية للغاية لدرجة أنها كانت، إلى جانب وحشية الشرطة، من بين الأسباب الرئيسة، التي أرغمت منظمة العفو الدولية، على إدراج البلاد في تقريرها السنوي عن حالة حقوق الإنسان في العالم، لأول مرة في عام 2008م".  وفي عام 2012م، دعا تقرير للحكومة الأمريكية، بنين إلى "تحسين ظروف السجون، وأماكن الاحتجاز الأخرى، والحد من الاكتظاظ من خلال بناء المزيد من السجون، أو تقليص مدة الاحتجاز قبل المحاكمة".  وقد تضمن تقرير صادر عام 2012م عن منظمة ACAT في بنين، توصيات مماثلة. 
لا تزال عقوبة الإعدام قانونية رسميًا في بنين، ولا يزال المحكوم عليهم بالإعدام يُعدمون، غير أنه لم يتم تنفيذ أي أحكام إعدام منذ عام 1987م. 

## ملحوظات
1. ^ لاحظ أن "السنة" تشير إلى "السنة التي تم تغطيتها". وبالتالي فإن المعلومات الخاصة بالسنة المحددة بـ 2008 مأخوذة من التقرير المنشور في عام 2009، وهكذا.
2. ^ اعتبارًا من 1 يناير.
3. ^ يغطي تقرير عام 1982 عام 1981 والنصف الأول من عام 1982، ويغطي التقرير التالي لعام 1984 النصف الثاني من عام 1982 وعام 1983 بأكمله. ومن أجل التبسيط، تم تقسيم هذين التقريرين الشاذين "للعام ونصف العام" إلى ثلاثة تقارير مدتها عام واحد من خلال الاستيفاء.

## روابط خارجية
- التقرير السنوي لعام 2012 نسخة محفوظة January 21, 2015, على موقع واي باك مشين. ، بقلم منظمة العفو الدولية
- تقرير الحرية في العالم 2012 نسخة محفوظة June 1, 2017, على موقع واي باك مشين. ، بواسطة منظمة فريدوم هاوس